# 天仓增廿
HD 10550，又名BD-04 260，SAO 129465、HR 500，是一颗恒星，视星等为4.99，位于銀經152.75，銀緯-63.55，其B1900.0坐标为赤經1h 37m 40.1s，赤緯-4° -63.55′ 38″。